# Johann Nepomuk Berger von der Pleisse

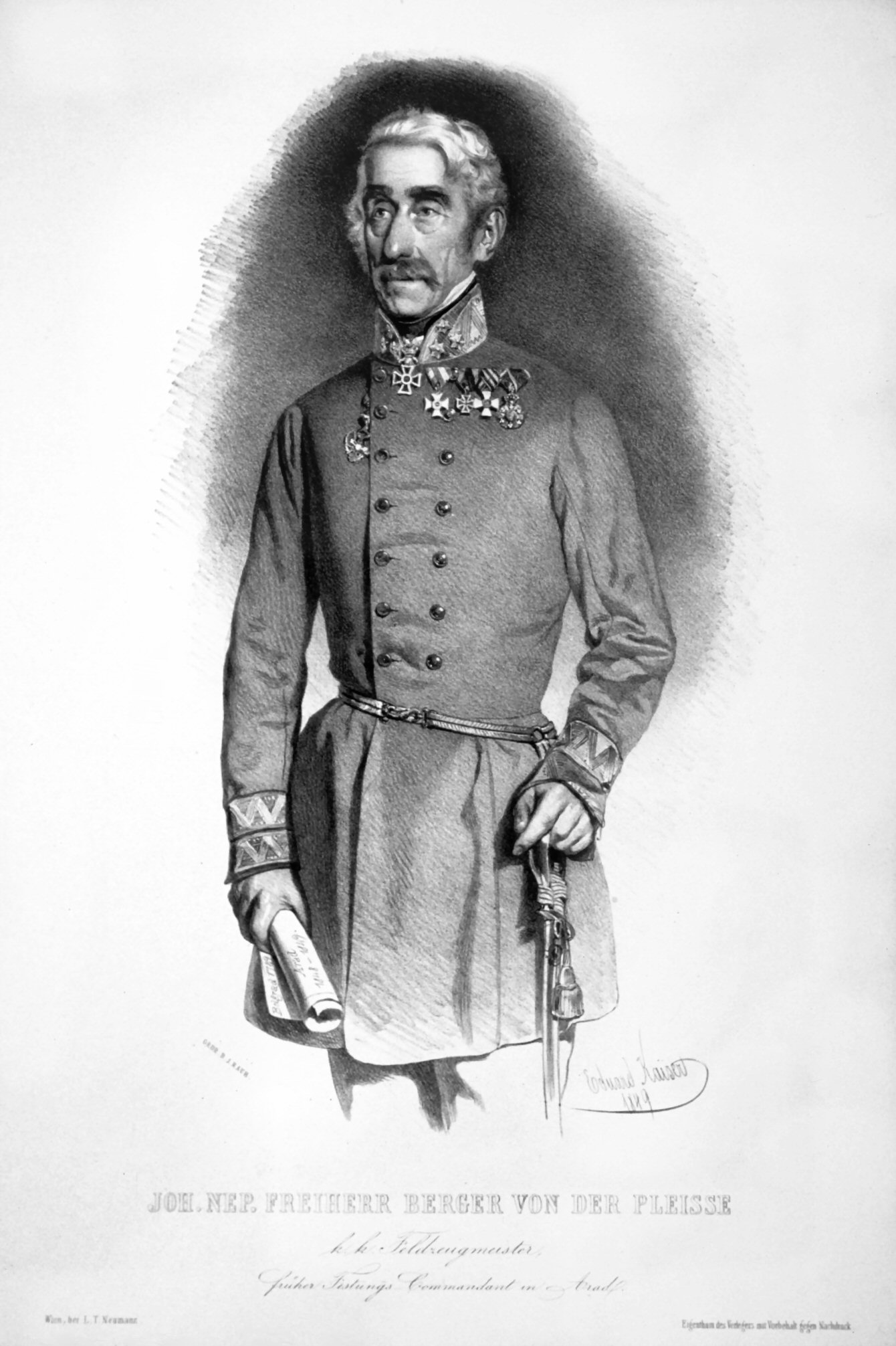
Johann Nepomuk Berger von der Pleisse, Lithographie von Eduard Kaiser, 1849

Johann Nepomuk Freiherr Berger von der Pleisse (* 1768 in Mattersburg; † 2. April 1864 in Ödenburg) war ein österreichischer Feldzeugmeister und Ritter des Maria-Theresien-Ordens sowie zweiter Inhaber des Infanterie-Regiments Nr. 51.

## Leben
Johann Nepomuk Berger trat am 23. Juli 1786 als Kadett in das Infanterieregiment Nr. 34 ein und nahm am Österreich-Türkischen Krieg von 1787–1789 teil. Er stand als Offiziersanwärter vor dem Belagerungsring von Schabatz und Belgrad und wurde am 1. August 1788 zum Fähnrich befördert. Im April 1790 wechselte er als Unterleutnant zum Infanterieregiment Nr. 56 und zeichnete sich im Ersten Koalitionskrieg aus. In Flandern nahm er 1793 an den Angriffen auf Valenciennes und Dünkirchen teil, kämpfte dann am 17./18. Mai im Gefecht bei Werwick und im folgenden Jahr 1794 in der Schlacht von Tournai, Charleroi und Fleurus mit. 1795 nahm er unter Graf Clerfayt an der Belagerung von Mannheim teil und wurde nach seiner Teilnahme an der Schlacht von Würzburg zum Oberleutnant ernannt. Mit seinem Regiment Nr. 56 kam er im Feldzug von 1805 nach Italien und kämpfte Anfang August im Raum Vicenza und bei Castiglione.
Im Feldzug von 1809 kämpfte er in Bayern, am 10. April erhielt er das Kommando über das 2. Bataillon seines Regiments und nahm an den Vorgefechten der Schlacht von Regensburg (19.–23. April) teil. Im Gefecht von Hausen wurde er am rechten Arm schwer verwundet und musste das Schlachtfeld verlassen. Am 1. September 1809 wurde er zum Oberstleutnant befördert. Im Befreiungskriege von 1813 kämpfte sein Bataillon bei Dresden und in der Völkerschlacht bei Leipzig, wobei Berger wieder schwer verwundet wurde.
Im Frühjahrsfeldzug 1814 in Frankreich stehen seine Truppen am linken Flügel der österreichischen Armee und schlugen einen französischen Angriff bei Archamps erfolgreich zurück. Am 26. März 1814 erhielt er für diese Leistung das Ritterkreuz des Maria Theresien-Ordens und im Folgejahr das Kommando des Infanterie-Regiments Nr. 51, mit welchem er unter Feldmarschall Graf Neipperg am siegreichen Kampf gegen König Murat an der Schlacht bei Tolentino teilnahm. Im April 1816 folgte die Erhebung in den Stand eines Freiherrn mit dem Namenszusatz „von der Pleiße“.
Im Jahr nahm er unter Graf Nugent an der Niederschlagung der Revolution in Neapel teil und wurde am 29. Oktober 1824 zum Generalmajor befördert und zum Brigadier in Cremona ernannt. 1827 wechselte er als Brigadier nach Wien, stieg 1831 zum Militär-Kommandant von Tirol auf und wurde am 6. September 1832 zum Feldmarschallleutnant befördert. Im Jahr 1837 wurde er zum Festungskommandant in Temeswar ernannt und Ende November 1844 zum Kommandant von Arad. Am 27. Oktober 1848 begannen die Ungarn die Belagerungsarbeiten gegen die Festung Arad. Nach einem Ausfall der Garnison von Arad wurde Mitte Dezember der Zugang für einen Hilfskonvoi unter Führung von Major Georg Berger von der Pleiße (1816 – 1853), seinem eigenen Adoptivsohn erreicht. Die Stadt konnte noch mehrere Monate gehalten werde, musste dann aber Anfang Juli 1849 auf freien Abzug der Garnison kapitulieren.
1836 hatte er Gräfin Agnes von Gleispach (1790–1870) geehelicht und lebte nach seiner Pensionierung zuerst in Wien und seit 1851 in Ödenburg.
Die 1853 errichtete Johann-Nepomuk-Berger-Kapelle, mit dem Wappen der Familie Berger über dem Portal, befindet sich an der Adresse Johann-Nepomuk-Berger-Straße 22.